# Cymbella perfecta
Espèce
Cymbella perfecta est une espèce microfossile d'algues d'eau douce de la famille des Cymbellaceae. Elle a été décrite en 1892 par le micropaléontologue austro-hongrois Jozef Pantocsek (de) à partir de dépôts récoltés près de Deménd, un village de l'actuelle Slovaquie.